# Возный, Василий Васильевич
Василий Васильевич Возный (16 мая 1962) — советский борец греко-римского стиля, призёр чемпионата Европы, победитель Кубка мира, Мастер спорта СССР международного класса.

## Биография
В 1982 году в Лейпциге стал бронзовым призёром молодёжного чемпионата Европы. В июле 1983 года стал серебряным призёром чемпионата СССР. В январе 1987 года в Омске ста бронзовым призером чемпионата страны. В мае того же года отправился на чемпионат Европы в Тампере, где стал серебряным призёром. В ноябре 1987 года выиграл Кубок мира, как в индивидуальном, так и в командном зачёте. После чего завершил карьеру.

## Спортивные результаты
- Чемпионат Европы среди молодёжи 1982 — ;
- Чемпионат СССР по классической борьбе 1983 — ;
- Чемпионат СССР по классической борьбе 1987 — ;
- Чемпионат Европы по борьбе 1987 — ;
- Кубок мира по борьбе 1987 — ;
- Кубок мира по борьбе 1987 (команда) — ;